# Талтсън
Талтсън (на английски: Taltson River) е река в северна Канада, Северозападни територии, вливаща се в югоизточната част на Голямото Робско езеро, от системата на река Маккензи. Дължината ѝ от над 500 km ѝ отрежда 64-то място сред реките на Канада.
Река Талтсън изтича от езерото Ковънтри в югоизточната част на Северозападните канадски територии, на 401 м н.в. В началото тече на север, преминава през няколко малки езера и езерни разширения, постепенно завива на северозапад и запад и навлиза в източния ръкав на голямото езеро Ноначо. След като премине през него и изтече от югозападния му ъгъл реката последователно преминава през езерата Талтсън, Кинг, Лейди Грей, Benna Thy Lake, Козо и Туин Горгас и достига до езерото Тсу, като в този участък в началото тече на юг, а след това на запад. Шестнадесет километра след като изтече от езерото Тсу река Талтсън рязко завива на север и след около 100 км се влива чрез делта в югоизточната част на Голямото Робско езеро, от системата на река Маккензи при градчето Рочър Ривър.
На около 30 км нагоре по реката, южно от Рочър Ривър, има още едно малко градче Рат Ривър, с което се изчерпват населените места не само по течението на реката, но и в целия ѝ водосборен басейн.
Площта на водосборния басейн на Талтсън е 58 700 km2, който представлява 6% от площта на водосборния басейн на Голямото Робско езеро. Част от южния участък от водосборния басейн на реката попада в североизточния югъл на провинция Албърта и северозападния ъгъл на провинция Саскачеван. Основни притоци: леви – Тазин (най-голям приток), Тетъл, Рат; десни – Рътлидж.
Средният многогодишен дебит при изтичането на реката от езерото Тсу е 183 m3/s, като максимумът е през юни – 253 m3/s, а минимумът през март-април – 106 m3/s.